# Nấm hương
Nấm hương hay còn gọi là nấm đông cô, nấm Shiitake (danh pháp hai phần: Lentinula edodes) là một loại nấm ăn được có nguồn gốc bản địa ở Đông Á. Tiếng Anh và các ngôn ngữ châu Âu gọi nó theo tên tiếng Nhật, shiitake listenⓘ (kanji: 椎茸; âm Hán Việt: chuy nhung), có nghĩa "nấm cây chuy shii", lấy từ tên gọi loại cây gỗ dùng để cấy nấm.
Tiếng Hoa, gọi là hương cô (香菇, có nghĩa là "nấm thơm"). Ngoài ra Trung Hoa còn phân biệt hai phân loại: đông cô (冬菇, "nấm mùa đông") và hoa cô (花菇, "nấm có hoa", vì mặt nấm có vân nứt rạn như hoa văn); cả hai đều mọc ở nhiệt độ thấp. Tiếng Anh còn dùng các tên Chinese black mushroom (nấm đen Trung Hoa) và black forest mushroom (nấm rừng đen) để gọi loại nấm này.
Tiếng Triều Tiên gọi nấm hương là pyogo (hangul: 표고; hanja: 瓢菰, âm Hán Việt: biều cô), còn tiếng Thái Lan gọi là hed hom (เห็ดหอม, "nấm thơm").
Loài này trước đây có tên khoa học là Lentinus edodes và Agaricus edodes. Tên gọi sau lần đầu tiên được nhà thực vật học người Anh Miles Joseph Berkeley sử dụng năm 1878.

## Hình dạng
Nấm hương có dạng như cái ô, đường kính 4–10 cm, màu nâu nhạt, khi chín chuyển thành nâu sậm. Nấm hương có một chân đính vào giữa tai nấm. Mặt trên tai nấm màu nâu, mặt dưới có nhiều bản mỏng xếp lại.Trên mặt nấm có những vảy nhỏ màu trắng. Thịt nấm màu trắng, cuống hình trụ. Nấm mọc ký sinh trên những cây có lá to và thay lá mỗi mùa như dẻ, sồi, phong. Loài nấm này mọc hoang nhiều ở Việt Nam, Trung Quốc, Nhật Bản, Hàn Quốc. Ở  Mỹ, nông dân trồng nấm hương tại các trang trại. Mỗi khúc gỗ có thể cho nấm ký sinh 3-7 năm.

## Phần chất
Nấm hương chứa khá nhiều đạm và đặc biệt giàu khoáng chất, vitamin, chẳng hạn như vitamin C, B, tiền vitamin D, calci, Niacin, nhôm, sắt, magnesi... Nó có khoảng 30 enzym và tất cả các amino acid tối cần thiết cho cơ thể (tức là những amino acid mà cơ thể không tổng hợp được). Nấm cũng có một số alcool hữu cơ mà khi nấu chín, các alcool này biến đổi, tạo thành mùi thơm đặc biệt của nó.
Các nhà khoa học đã chiết xuất được chất Lentinan và Lentinula Edodes mycelium (LEM) từ nấm hương. Đây là 2 chất chính tạo nên tác dụng dược lý của loại nấm này. Một nghiên cứu tại Nhật cho thấy, những bệnh nhân ung thư đang hóa trị nếu dùng thêm Lentinan thì hiệu quả hóa trị sẽ tăng lên, khả năng sống sót cao hơn và sự tiến triển của ung thư sẽ bị kìm hãm. Vì vậy ở Nhật, Lentinan đã được chấp nhận như một liệu pháp phụ trợ trong tiến trình dùng hóa trị liệu.
Thành phần hoá học: Trong 100g nấm đã sấy khô có 12,5 g chất đạm, 1,6 g chất béo, 60 g chất đường, 16 mg calci, 240 mg kali và 3,9 g sắt, các vitamin

## Hình ảnh

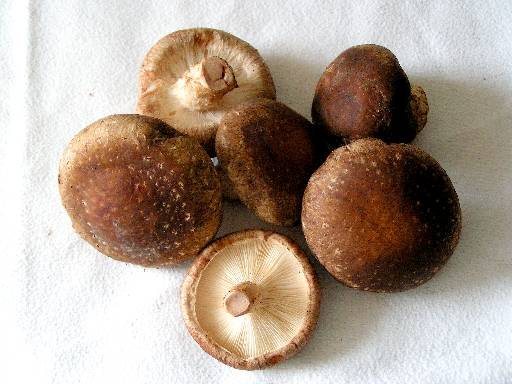
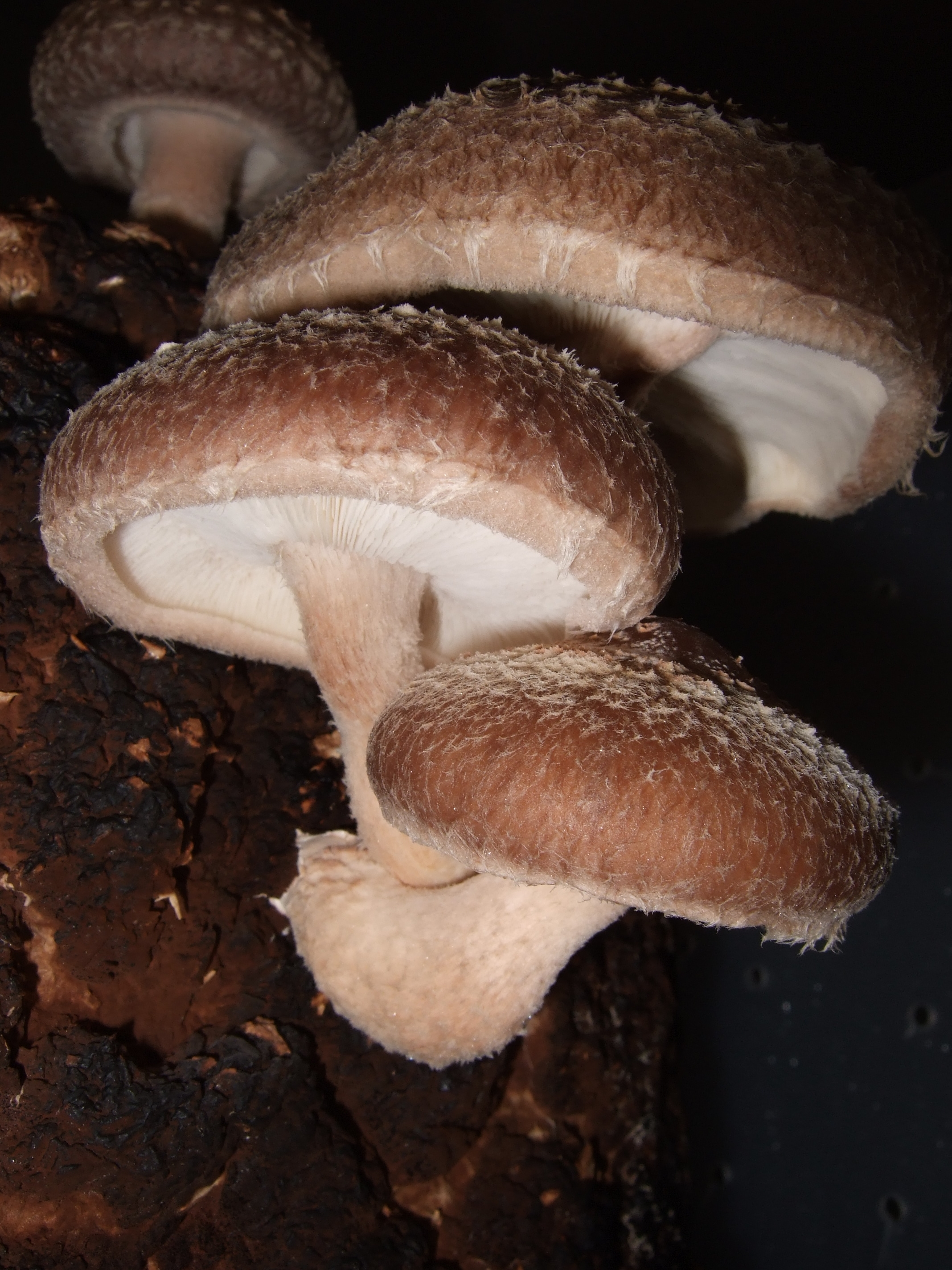
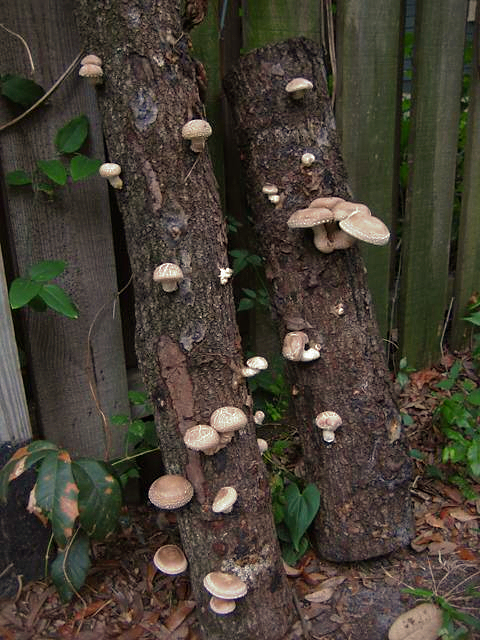
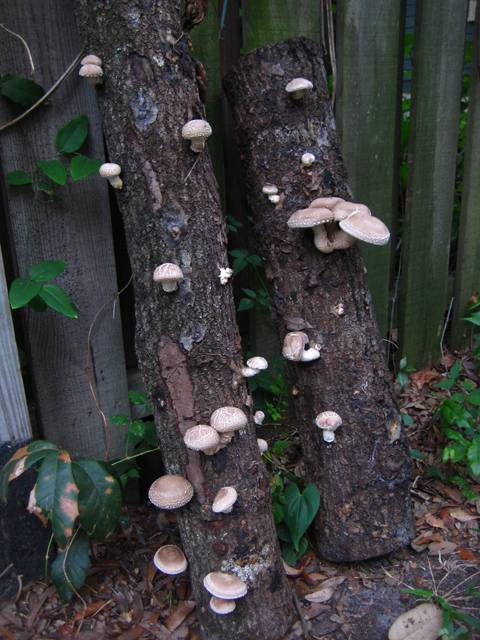